# Габрієль Картеріс
Гебріель Енн Картеріс (англ. Gabrielle Anne Carteris; народилася 1961) — американська акторка, відома своєю роллю Андреа Цукерман у перших сезонах телевізійного серіалу «Беверлі-Гіллз, 90210». Президентка профсоюзної асоціації SAG-AFTRA у 2016—2021 роках.

## Життєпис
Гебріель Картеріс народилася в Скотсдейлі, штат Аризона. Її батько, Ернст Картеріс, емігрував з Греції. У неї є брат-близнюк Джеймс. Їхні батьки розлучилися через півроку після народження дітей. Гебріель захотіла стати акторкою, коли була ще зовсім дитиною. Усе почалося з того, що вона пішла вчитися в балетну школу Сан-Франциско. Потім переїхала в Нью-Йорк і вчилася в коледжі Sarah Lawrence.
Щоб стати акторкою, навчалася в Лондонській консерваторії й Королівській Академії Драматичного Мистецтва.
В 1990 році вона отримала роль у серіалі «Беверлі-Гіллз, 90210». В 1992 вона вийшла заміж за Чарльза Ісаакса (Charles Isaacs) в 1994 році народила дочка. Коли по сюжету серіалу «Беверлі Гіллз» Андреа завагітніла, Габріель насправді чекала дитину. Через рік вона пішла із серіалу, з'явившись ще в декількох епізодах сезонів 1996—2000 років.
1995 року Картеріс стала ведучою власного телевізійного ток-шоу під назвою «Габріель», яке тривало один сезон. Вона знялася та була акторкою озвучування в багатьох телесеріалах, відео-іграх і телефільмах, першим з яких був «Seduced and Betrayed» (Спокушена й обманута) 1995 року. Знялася в декількох художніх фільмах. Картеріс надала голос для інтелектуального помічника Motorola «Mya». Вона займається спортом і добродійністю.
2008 року Картеріс повідомила в журналі People про травму, отриману у 2006 під час зйомок телевізійного фільму у Ванкувері, Британська Колумбія, яка на півроку частково паралізувала її обличчя та вплинула на здатність розмовляти. Пізніше вона додала, що змогла тоді отримати необхідну допомогу завдяки профспілковому захисту, і цей досвід надихнув її на більш активну участь у профспілці.

### Роль у Беверлі-Гіллз, 90210
Андреа — головна редакторка шкільної газети. Вона завжди ладна захищати свої журналістські переконання, шукає правду за всяку ціну, іноді навіть зачіпаючи почуття друзів. Була закохана у Брендона, але, зрозумівши, що той має до неї лише дружні почуття, вирішила знайти собі гідного юнака. Андреа найдовше була без хлопця. Вона зустрічалася з республіканцями, афроамериканцями й помічниками професорів, але по-справжньому закохалася у майбутнього адвоката Джесса Васкеса, який підробляв барменом. Незабаром Андреа народила від нього доньку Ганну й виїхала з Беверлі-Гіллз. Повернувшись у Каліфорнію на зустріч випускників, хлопці довідалися, що щасливе життя в шлюбі із Джессом не було таким уже щасливим. До того моменту Андреа подала на розлучення.
2019 року Картеріс знялася в ролі себе та Андреа Цукерман в оновленні серіалу «БГ90210» та була його виконавчою продюсеркою.

## Громадська діяльність
Картеріс працювала в радах Гільдії кіноакторів (SAG) та Американської федерації митців телебачення і радіо (AFTRA) й близько двох років брала активну участь в підготовці злиття цих організацій. Стала виконавчою віце-президенткою SAG-AFTRA, коли злиття відбулося 2012 року. Вона стала в. о. президента профспілки після смерті президента Кена Говарда 23 березня 2016, 9 квітня була обрана президенткою та переобрана 2019 року. У 2021 році Картеріс не балотувалася на переобрання, натомість підтримавши Френ Дрешер як свою наступницю.
Картеріс працює у виконавчій раді SAG-AFTRA та представляла організацію в Міжнародній федерації акторів (FIA), президенткою якої була обрана в травні 2021 року. З 2016 року вона є віце-президенткою АФП — КВП.

## Вибрана фільмографія
| Рік       |    | Українська назва     | Оригінальна назва     | Роль                                                   |
| --------- | -- | -------------------- | --------------------- | ------------------------------------------------------ |
| 2020      | ф  |                      | How to Deter a Robber | Шарлотта                                               |
| 2019      | с  | БГ90210              | BH90210               | Гебріель Картеріс, Андреа Цукерман, продюсерка серіалу |
| 2015—2016 | с  | Реанімація           | Code Black            | Емі, медсестра                                         |
| 2009      | ф  |                      | Print                 | Кеті                                                   |
| 2008      | ф  |                      | Dimples               | Шерон                                                  |
| 2007      | ф  |                      | Plot 7                | Емі Маккарті                                           |
| 2000      | мс | Бетмен майбутнього   | Batman Beyond         | Сейбл Торп                                             |
| 1999      | мс | Король гори          | King of the Hill      | Джулі                                                  |
| 1995      | с  | Габріель             | Gabrielle             | як Гебріель Картеріс, ведуча ток-шоу                   |
| 1994      | мс | Ґарґульї             | Gargoyles             | Емі Шуммер                                             |
| 1992      | ф  | Виховання Каїна      | Raising Cain          | Нан                                                    |
| 1990—2000 | с  | Беверлі-Гіллз, 90210 | Beverly Hills, 90210  | Андреа Цукерман                                        |
| 1989      | ф  | Стилет               | Jacknife              | дівчина у барі                                         |